# Wendy Wiltz
Wendy Wiltz (Nueva Orleans, 25 de febrero de 1984) es una modelo estadounidense.
Durante las eliminatorias del reality show America's Next Top Model, Wiltz fue víctima del huracán Katrina, que hizo estragos en la ciudad de Nueva Orleans, donde ella perdió su casa y perdió contacto con su familia.

## Inicio
Wendy fue descubierta por un agente local de talentos, a los 15 años y firmada para una agencia de modelos internacional, siendo su primer spot publicitario un anuncio de las papitas Pringles. Otros comerciales fueron para las marcas: L'Oréal, Sebastian, Holgura, entre otros. 
Después de graduarse en la preparatoria de Luisiana, en el 2001 entra a la universidad a la carrera de Diseño de Interiores y decide dejar por un tiempo el modelaje para dedicarse a los estudios.
Viajó a muchos lugares para modelar con diseñadores como el dominicano Óscar de la Renta, YSL y Missoni, entre otros. Al volver a Nueva Orleans hizo un curso de costura con Harold Clarke. 
En septiembre de 2005, durante el devastador huracán Katrina que arrasó con Nueva Orleans, Wendy recibió una llamada de un representante de la cadena de televisión UPN, informándole que era una candidata para la semifinal del reality show, America's Next Top Model.

## En America's Next Top Model
En la audición ante Banks, no pudo contener su preocupación por la desaparición de su familia y llora en frente de los jueces. Situación que a Tyra Banks le conmueve y que quizás tuvo mucho que ver para estar en el panel de finalistas.
Estuvo dentro de las primeras etapas del concurso, siendo en el capítulo 3 en donde la eliminan bajo el fundamento de que era muy inexperta y que la situación por la que atravesaba en ese momento estaba perjudicando su trabajo.

## Después de «America's Next Top Model»
Wendy decide comenzar una nueva vida y firma para una agencia de modelos por dos años y esto hizo que continuara en la industria del modelaje y se mudó a Nueva York. Ella ha modelado para mucho clientes como Orujo Ecko, BET (Televisión de Hospitalidad Negra), Matrix y la revista Vibe. Actualmente es representada por las agencias Dan, GA (de Atlanta) y Ratlukid.

## Vida privada
En 2013 la modelo fue madre de su primera hija. En 2016 Wendy Wiltz se casó con Drew Thompson en Santo Tomás, Islas Vírgenes. La pareja se separó más adelante.